# Vlada Sarajevske županije
Vlada Sarajevske županije je tijelo izvršne vlasti Sarajevske županije. Funkcionira na temelju Ustava Sarajevske županije (poglavlje IV.)  i podzakonskih akata.

## Sastav Vlade
U sastav Vlade ulaze premijer (predsjednik Vlade), njegov zamjenik i resorni ministri sljedećih ministarstava: Ministarstva pravde i uprave, Ministarstva prostornog uređenja i zaštite okoliša, Ministarstva stambene politike, Ministarstva prometa, Ministarstva unutarnjih poslova, Ministarstva gospodarstva, Ministarstva financija, Ministarstva zdravstva, Ministarstva obrazovanja i znanosti, Ministarstva kulture i športa, Ministarstva za rad, socijalnu politiku, raseljene osobe i izbjeglice, te Ministarstva za boračka pitanja. Aktualni premijer Vlade Sarajevske županije je Nihad Uk.

## Poveznice
- Vlada Federacije BiH
- Vlada Republike Srpske

## Vanjske poveznice
- Vlada  Arhivirana inačica izvorne stranice od 5. svibnja 2009. (Wayback Machine)